# Astrid Kirchherr
Astrid Kirchherr (Hamburg, 1938. május 20. – Hamburg, 2020. május 12.) német fotó- és képzőművész. Közismert a The Beatleshez fűződő szoros kapcsolata (barátaival,  Klaus Voormann-nal és Jürgen Vollmerrel együtt), valamint híres azokról a fotóiról, amelyeket a Beatles „hamburgi korszakának” tagjairól – John Lennon, Paul McCartney, George Harrison, Stuart Sutcliffe és Pete Best – készített. 1960-ban ismerte meg a Beatles akkori basszusgitárosát, Sutcliffe-t a Kaiserkeller-klubban, akivel Stu 1962-ben bekövetkezett halála előtt el is jegyezték egymást. Bár 1967 után keveset fotózott, korai képeiből kiállítást szerveztek Hamburgban, Brémában, Londonban, Liverpoolban, New Yorkban, Washingtonban, Tokióban, Bécsben és a rock hírességeinek csarnokában, a  Rock 'n' Roll Hall of Fame –ben is.

## Korai évek
Kirchherr a Ford Motor Company német leányvállalata egykori vezetőjének a lánya. A II. világháború idején a bombázások elől a Balti-tengerhez evakuálták családját. Mindig visszaemlékezett az ott látott holttestekre, amelyek a  Cap Arcona és a SS Deutschland hajók bombatalálata és elsüllyedése után a tengerparton hevertek. Nem felejtette a lerombolt Hamburgot sem, ahogy visszatérésükkor látta.
A diploma megszerzése után beiratkozott a hamburgi Meisterschule für Mode, Textil, Graphik und Werbungba, hogy divattervezést tanuljon, de bizonyította tehetségét a fekete-fehér fotózás területén is. Reinhard Wolf hatására – aki az iskola fotográfiai konzultáló tanára volt – a fotózás felé fordult az érdeklődése, és 1959-1963 között az ő asszisztenseként dolgozott. Az 50-es évek végén és a 60-as évek elején Astrid és iskolatársai az európai egzisztencializmus hívei voltak, melynek vezére Jean-Paul Sartre volt, s akiket Lennon egyszerűen csak „exis”-nek nevezett.

## Astrid és a Beatles
Kirchherr, Voormann és Vollmer jól ismerték egymást a Meisterschuleból, barátok voltak, hiszen az érdeklődésük is közös volt. Astrid Voormann barátnője volt, együtt laktak Astridnál. Sokat jártak Hamburg St. Pauli negyedébe, a Reeperbahnra, és a  Kaiserkeller klubban hallgatták az ott fellépő muzsikusokat. Voormann fedezte fel elsőként közülük az újonnan érkezett, Beatles nevű zenekart és vette rá barátait, hogy hallgassák meg ezt az új zenekart a meglehetősen rossz hírű környéken lévő Kaiserkellerben. A három barát a tradicionális dzsesszen és néhány Nat King Cole számon nőtt fel, addig még sosem hallottak rock and rollt. Attól fogva szinte minden este 9-től a színpad előtt ültek. Amint Astrid megismerkedett ezzel az új zenével, nem tágított a zenekar közeléből, s ahogy később beszélt erről az időszakról, azt mondta, hogy teljesen megváltozott az élete tőle, s nem akart mást, csak a Beatlessel lenni, megismerni őket. Szintén később beszélt arról, hogy a Beatlessel való találkozása a világháborús bűntudata miatt egészen sajátos helyzetet teremtett, mert úgy gondolta, hogy az angolok „káposztazabálónak” fogják szólítani, mint a németeket általában, és meg fogják szólni erős akcentusa miatt. Lennon viccet is csinált mindebből a színpadon, s mivel tudta, hogy igen kevés német beszél angolul, azt ordította: Hé, Káposzták! Megnyertük a háborút! A jelen lévő angol tengerészek persze dőltek a röhögéstől.
Astrid megkérte a Beatlest, ha nem bánják, szívesen fotózná őket. És már másnap, a Hamburger Dom melletti parkban megkezdődött a Beatles-képek hosszú sorának készítése.
Astrid az anyja segítségével látta el a zenészeket az egyébként csak receptre kapható Preludin gyógyszerrel is. Ez sörrel fogyasztva eufórikus hatást keltett, átsegítve a fellépések hajnali óráira már hullafáradt fiúkat a fizikális és mentális holtpontokon.
A köztudat Astridnak tulajdonítja a Beatles „védjegyévé” vált gombafrizura ötletét is, ám ő ezzel sosem értett egyet, mondván, ez ostobaság. Szerinte sok német fiú hordott akkoriban ilyen frizurát, köztük akkori barátja, Voormann is. Ez Stunak nagyon megtetszett, a zenekarból először ő viselt ilyet, aztán később a többiek is átvették tőle az új módit. Astrid azt mondta, az a legpontosabb megfogalmazás, hogy hozzásegítette a fiúkat a világhírűvé vált hajviselethez.
Bill Harry mondta később Astridról, hogy ahol megjelent, minden fej utána fordult, mindenkit levett a lábáról. Stu, amint meglátta, alig tudta a szemét levenni róla, teljesen el volt bűvölve és már a koncert következő szünetében beszélni akart vele, de addigra a lány elment. Végül is sikerült mindhármukkal találkoznia, és Sutcliffe megtudta, hogy ugyanolyan típusú művészeti iskolába járnak, mint ők Lennonnal otthon, Liverpoolban. Stu teljesen belehabarodott Astridba és a lány is rögtön szerelmes lett belé, úgy beszélt róla, mint élete szerelméről. 1960 novemberében el is jegyezték egymást. A következő év nyarán Astrid Liverpoolba is elrepült, hogy a tervezett házasságkötés előtt megismerkedjen Stu szüleivel és a Beatles szülővárosával. Stu ekkor már Astridnál élt, azt tervezte, hogy a zenélés helyett rajztanár lesz Londonban vagy Németországban, de egyre gyakoribb fejfájások gyötörték, és állapota folyamatosan romlott. 1962. április 10-én váratlanul elhunyt. A hírt Astrid közölte a 3 nap múlva újabb turnéra Hamburgba érkező Beatlessel.
Astrid 1964-ben szabadúszó fotós lett. Max Scheeler kollégájával „színfalak mögötti” képeket készített a Beatlesről az A Hard Day's Night c. film forgatása közben a Sternnek, ám Brian Epstein megtiltotta a nyilvánosságra hozatalukat az engedélye nélkül. Astrid telefonhívására végül George megígérte, minden rendben lesz, de hozzátette, „csak ha fizetnek neked érte!”.
1967-től alig készített képeket. Mint elmondta, a 60-as években nagyon nehéz volt elfogadtatnia magát női fotósként és végül fel is adta ezt a harcot. Képei is csak 1995-ben jelentek meg fotóalbum formájában Liverpool Days címmel. 1999-ben megjelent a Hamburg Days, amely Astrid fotóit és Voormann rajzait tartalmazta. A rajzok Voormann azon emlékei alapján készültek, amelyeket Astrid nem fotózott le, illetve a készült képek elkallódtak az idők során. Astrid egyébként is rossz üzletembernek vallotta magát. Nem gondoskodott képei szerzői jogi védelméről. Ulf Krüger dalszerző és zenei producer – egykori üzleti partnere – ki is számolta, hogy az évek során mintegy 500.000 font kár érte Astridot képeinek jogosulatlan használata miatt.
2001 júliusában Astrid Liverpoolba látogatott, ahol a Mathew Street-en kiállítás nyílt fotóiból, nem messze az egykori The Cavern Club-tól. Ezen felül a világ számos nagyvárosában volt fotókiállítása.
1994-ben a Backbeat c. film örökítette meg a Beatles korai, hamburgi időszakát, melynek stábját Astrid tanácsadói munkájával segítette.